# 청라원창 요금소
청라원창 요금소(靑羅元倉料金所, Cheongna-Wonchang TG)는 인천광역시 서구 청라동에 위치한 수도권제2순환고속도로 본선 상의 요금소이다. 남청라 분기점 인근에 있으며, 인천 방향에만 요금소가 설치되어 있다.
2017년 3월 23일 수도권제2순환고속도로 인천 ~ 김포 구간이 개통되면서 영업을 개시했으며, 관리는 인천김포고속도로 청라원창영업소에서 하고 있다.

## 연혁
- 2017년 3월 23일 : 수도권제2순환고속도로 인천 ~ 김포 구간 개통에 따라 영업 개시[1]